# ドラゴンマン
ドラゴンマンは、香川県の企業が運営している東映公認のローカル戦隊キャラクター。
俳優の大葉健二が監修。テーマソングは、串田アキラが作詞と歌唱。

## 概要
正式名称は未来環境防衛隊ドラゴンマン（Future Environment Defense Force Dragonman）。
運営実施は、有限会社零夢が東映株式会社との契約に基づいて行っている。
満濃池をはじめとする各地に伝説の残る龍たちに力を与えられ、子どもたちの未来の環境を守るために戦う未来環境防衛隊のシンボリックな存在。
子どもたちを取り巻く様々な環境や、地球環境の現状を取り入れた内容をアクションショーで演じ、子どもの環境に対する意識を啓発している。
「未来環境防衛隊ドラゴンマン」は、運営する会社が香川県にあるというだけであって、地元地域のイメージや知名度を向上させるために、地元の特産品や名所などを名前に取り入れてPRを行い、来場者や来県者を誘致することで地域振興を担う「香川県のご当地ヒーロー」という位置づけとは異なる認識で運営されている。
スタッフも「ヒーローかどうかは、観てくれた子どもたちが決めるもの」として「ドラゴンマン」のことを、自らで「ヒーロー」と呼ぶことは避け、概ね「ローカル戦隊キャラクター」と称している。（東映公認「戦隊」）
加えて未来環境防衛隊ドラゴンマンの扱うショーの上演テーマは、「ご当地＝上演場所」となることが多い。
実際2016年8月に山口県下関市で上演された内容も、下関市市長を筆頭とした「下関市が取り組んでいる再生可能エネルギーを普及啓発する」ことを目的に制作された内容だった。
「香川県の『ご当地ヒーロー』をご所望なら、ドラゴンマンよりもっと『ご当地ヒーロー』の名にふさわしい、『ソルトマン』さんや『コーバイマン』さん、『レムジア』さんとか『テウチオン』さんがいらっしゃいますよ。」と運営スタッフもラジオ出演などの際に公言している。
水不足に悩む香川県において、高松ケーブルテレビとの共同企画で、節水の呼びかけ訪問活動および協賛企業の協力によって、高松市内の希望する保育所・幼稚園40カ所に、雨水利用システム設置寄贈を実現。
たまごかけごはん愛をテーマにした「クルクルたまごごはん」という歌に合わせて体操する、就学前後の子ども向けの健康体操「クルたまエクササイズ」を、保育園で園児と一緒に体操。地元テレビ局番組（西日本放送「とことん！土曜〜び」）のレギュラーコーナーとして2クール放送された。
太陽光発電の普及啓発を推進する「太陽恵光（eco）発電」をタイトルとして、ポスター制作・配布や、ステージショーの演目に取り入れて上演。
自主制作された非売品ポスターは、ステージショーの現場や太陽光発電システム販売業者、設置業者に無料配布されていた。
2004年11月28日、国営讃岐まんのう公園の野外イベントのステージにて、監修の大葉健二のあいさつ後、ステージデビューを果たした。
ステージショーの上演内容は「環境への意識啓発」を主軸のテーマとし、地球温暖化防止につながる内容はもちろんのこと、交通安全を呼びかける内容であったり、再生可能エネルギーや地産地消のことについてであったり、児童虐待防止を呼びかける内容で上演されたショー演目もある。
2011年、NPO法人児童虐待防止全国ネットワークとの共催イベントで、子どもを虐待から守る未来環境防衛作戦『オレンジリボン運動』を上演。
2010年4月〜2011年3月 環境への意識啓発を促す、子ども向けテレビ番組「未来環境防衛隊通信」にてレポーターを務める。
番組内において高松市の大西市長が「未来環境防衛隊高松市総監」に就任。
再生可能エネルギーへの意識啓発、並びに普及促進につながる活動として、2011年にグリーンエネルギーパートナーシップから「特別賞」を受賞。
特撮作品、アニメ作品などのキャラクターに関するコレクションを、4万点以上保有するコレクターで、特撮作品、アニメ作品に造詣が深い若藤昌男に「東映公認での活動」を評価される。
2014年に原子力の科学館「あっとほうむ」で上演した再生可能エネルギーをテーマにした演目内容が「eco japan cup2014」において、政府の環境政策への提案に値する内容と評価され「環境ニューディール政策提言」に入選。
2016年12月、ドラゴンマンを中心とした環境への意識啓発活動が評価されて、環境省「第4回グッドライフアワード」実行委員会特別賞を受賞。
2017年12月、ドラゴンマンを中心とした環境への意識啓発活動が評価されて、スタッフが「エコピープルｅｃｏ検定アワード２０１７」エコピープル部門優秀賞を受賞。

## キャラクター
- ドラゴンレッド - 元気の龍。元気の力で戦う。名乗りの口上「太陽と光の元気龍、ドラゴンレッド」
- ドラゴンブルー - 勇気の龍。勇気の力で戦う。名乗りの口上「海原と水面の勇気龍、ドラゴンブルー」
- ドラゴンイエロー - 友愛の龍。愛と友情の力で戦う紅一点戦士。名乗りの口上「大地と翠の友愛龍、ドラゴンイエロー」

各員が温室効果ガス排出量6％の削減を実現するための国民的プロジェクト「チーム・マイナス6%」の団体チーム員でもある。
ドラゴンレッドがキャラクターチーム員ナンバー566、ドラゴンブルーがキャラクターチーム員ナンバー567、ドラゴンイエローがキャラクターチーム員ナンバー568のキャラクターチーム員として登録されている。
ドラゴンイエローは、名乗りの際「大地と翠の友愛龍」を名乗る。「大地の緑」ではなく、この場合の「みどり」は、翡翠の「翠」が使われており、翠には自然豊かな環境の水辺に棲む宝石と称される鳥「カワセミ」の雌を示す意味がある。美しい背中のブルーが印象的な鳥だが、お腹も美しい黄色の羽に覆われている。そして、区別のつきにくいオスとメスの見分け方は、嘴の下側の色が黄色い方がメス。
なお、これらのキャラクターは、東映株式会社より正式に公認を受けて活動を行っている。
2006年12月発売の「SENTAI HERO SUPER VISUAL―スーパー戦隊30シリーズ記念写真集 (HYPER MOOK)」に、他の全国の「東映公認ローカル戦隊」とともに掲載されている。

## 敵対相手キャラクター

### ダイオウキシン
ワルダーク星に住むワルダクミンの総帥。地球では姿を現すことはない。人間の邪悪な心とシンクロする。
環境破壊が進むことによって人間が滅び、地球上の生物の滅亡をさせて、地球を第二のワルダーク星にすることを目論んでいる。
人間でいう「美しい環境」では生きることができず、「優しさ」「思いやり」といった、相手を思う心にあふれた世界を大変嫌う。

### ネクラッシャー
地球乗っ取り計画作戦隊長。地球の環境破壊がどれほど進んでいるか、データを大変重視する。
部下を連れて現れることもあるが、1人でも十分ドラゴンマン3人と渡り合う。元気な子どもや、友情を大の苦手とする。
人間のいう「美しい環境」のもとでは、戦闘能力が極端に低下する。

### ヘドロイド
ネクラッシャーの部下で、地球乗っ取り計画作戦隊員。ダイオウキシンの命令は絶対なのだが、時折人間やドラゴンマンたちの情に動かされることもある。そんな時はネクラッシャーの容赦ない攻撃を受けることになる。

### ヒネクレッサー
地球乗っ取り計画の作戦司令長官。その姿を見た者は少ない幻のキャラクター。大葉健二に所縁のあるアクション俳優が命名した、と言われている。

### ワルダクミン
ダイオウキシンを崇拝する、ワルダーク星の住民。
無謀な化学実験により、ワルダーク星が割れ（Wal）て、真っ暗（Dark）になってしまう寸前に、ダイオウキシンの指示で宇宙船に乗り込み、地球に逃げ込むことができた。
わがままな心を持った人間に取り付いて行動する、寄生虫のような生活を送るが、その人間が邪悪な心の持ち主とわかると、思考能力のコントロールをし始め成長する。
逆に相手を思いやる心が勝る人間だと、生活することができず、晴れた日の明け方、その人間が目覚める直前に離脱して、朝日の光で解け消えてしまう。
地球上の生物に近いものとしてカビがある。
ワルダクミンは無色透明の宇宙カビの集合体のようなもので、ある程度集まると地球上でいう電気を帯びて、人間の脳波に近い電位変動を起こす。
そのため邪悪な心の持ち主の人間の出す脳波にシンクロして見つけ次第取り憑く。シンクロできる脳波を求めて空気中を漂っていると考えられる。
一旦取り憑くと、その人の脳波に同調することができ、カビとして人間の身体から栄養を吸収し、あっという間に増殖を始めると同時に、集合体として微弱な電気を帯び、取り憑いた人間の脳波を電磁波のようなもので操り、思考能力をコントロールし始める。

まだ今の地球環境では、ワルダクミン自身では通常の生活ができない。
そのため、ネクラッシャーはじめワルダクミンは鎧のようなもので身体を覆い、カビのような性質の菌糸が分散したり、太陽の光で破損しないように保護している。

## 関連音楽
- 「君の明日を守る者」 - 歌：井亀明彦 「決定盤！ローカルヒーロー大全集 Compilation」オムニバスCD（2007/12/12）/レーベル: EMI MUSIC JAPAN(TO)(M) ASIN：B000RY43NY  デジタルミュージック音楽配信/”未来環境防衛隊ドラゴンマン”MP3ダウンロード可能
- 「ドラゴンマンといっしょに」 - 歌：串田アキラ 「串田アキラ BEST 〜Feel So Nice〜」CD（2005/7/27) /レーベル: 日本コロムビア ASIN：B0009RJE2E
- 「クルクルたまごごはん」 - 歌：真琴いづみ  Maxi CD(2005/8/24) ASIN：B000B63I2K

## 動画出演
- niconico CHANNEL  Disc over yy チャンネル Tシャツ「着た感じトーク」女子会ゲストの大野真依さん2
- niconico CHANNEL  Disc over yy チャンネル Tシャツ「着た感じトーク」女子会ゲストの大野真依さん1
- [Special Live Opening of Wakafuji Toy Museum in Toon City]
- プロモーションビデオ「君の明日を守る者」

## テレビ出演

### とことん!土曜〜び!!
西日本放送テレビの放送番組『とことん!土曜〜び!!』の中の1コーナー「とことん！ドラゴンマン！！」（2006年1月〜6月）。
一般公募の子どもたち4人から6人と一緒に「クルクルたまごごはん」の歌に合せて「クルたまエクササイズ」を体操するコーナー。

### ドラゴンマンといっしょに私たちの未来を守ろう！
ケーブルメディア四国（高松ケーブルテレビ）で制作・放送された、環境への意識啓発番組。
ドラゴンマン3人が企業や団体、自治体施設などに出向いて、担当者の人にインタビューするレポート形式で紹介。
15分番組で、2008年4月〜7月まで毎週1回の本放送と週内2回の再放送。
香川テレビ放送網、さぬき市ケーブルネットワーク、中讃ケーブルビジョン、三豊ケーブルテレビでも放送された。
| 放送開始日 | 番組ナビゲーター | レポーター   | 主な内容 |
| ---------- | ---------------- | ------------ | --- |
| 4月1日     | 赤木里恵         | ドラゴンマン | 高松市環境プラザ施設をレポート、高松市長が未来環境防衛隊高松市総監に就任                                                                                  |
| 4月7日     | 赤木里恵         | ドラゴンマン | 出版社ナイスタウンの環境への取り組みをレポート |
| 4月14日    | 赤木里恵         | ドラゴンマン | 大和ハウス工業の環境への取り組みをレポート、気象キャスターネットワーク「地球温暖化のおはなし」紹介                                                        |
| 4月21日    | 赤木里恵         | ドラゴンマン | 四電エンジニアリングの環境への取り組みをレポート |
| 5月5日     | 赤木里恵         | ドラゴンマン | どんぐり銀行の紹介、どんぐり君にドラゴンマンがインタビュー                                                                                                |
| 5月12日    | 赤木里恵         | ドラゴンマン | イオンモール高松ショッピングセンターの環境への取り組みをレポート                                                                                          |
| 5月19日    | 赤木里恵         | ドラゴンマン | 積水ハウスの環境への取り組みをレポート、レジ袋1枚に使われる石油の話                                                                                       |
| 5月26日    | 赤木里恵         | ドラゴンマン | NECネッツエスアイの環境への取り組みをレポート、長野県上田市の塩田中央保育園の「環境教育」を紹介                                                           |
| 6月2日     | 赤木里恵         | ドラゴンマン | 高松市御殿浄水場をレポート、世界環境デーの紹介 |
| 6月9日     | 赤木里恵         | ドラゴンマン | コープかがわの環境への取り組みをレポート、山火事が及ぼす影響の話                                                                                          |
| 6月16日    | 赤木里恵         | ドラゴンマン | ヤンマーエネルギーシステム「バイオマス発電」をレポート、温度差エネルギー、善通寺市の廃天ぷら油利用の紹介                                                  |
| 6月23日    | 赤木里恵         | ドラゴンマン | タダノの環境への取り組みをレポート、「新エネニッポン」の紹介                                                                                              |
| 6月30日    | 赤木里恵         | ドラゴンマン | 香川県警察本部の子ども向け交通安全への取り組みをレポート                                                                                                  |
| 7月7日     | 赤木里恵         | ドラゴンマン | 日本自動車連盟JAFの交通安全への取り組みをレポート、エコドライブ紹介                                                                                       |
| 7月14日    | 赤木里恵         | ドラゴンマン | 高松国税局の小学校向け「租税教室」の紹介レポート、徳島県上勝町のゼロ・ウェイストへの取り組みを紹介。                                                      |
| 7月21日    | 赤木里恵         | ドラゴンマン | 香川県地球温暖化防止活動推進センターの取り組みをレポート、三豊市立下高瀬小学校の環境教室や多度津水産高校の環境アニメーション、環境省 こどもエコクラブ紹介 |
| 7月28日    | 赤木里恵         | ドラゴンマン | 四国電力の環境への取り組みをレポート、チーム・マイナス6%の紹介                                                                                            |

### 未来環境防衛隊通信（第1期）
ケーブルメディア四国（高松ケーブルテレビ）で制作・放送された、環境への意識啓発番組。ドラゴンマン3人が企業や団体、自治体施設などに出向いて、担当者の人にインタビューするレポート形式で紹介。
15分番組で、2008年12月〜2009年1月まで毎週1回本放送と再放送1回。番組制作協力は、有限会社零夢。
|              | タイトル                 | 歌         | 収録アルバム                   | ナレーション |
| ------------ | ------------------------ | ---------- | ------------------------------ | ------------ |
| オープニング | ドラゴンマンといっしょに | 串田アキラ | 串田アキラBEST〜Feel So Nice〜 | 辻文子       |
| エンディング | SMILE                    | 井亀明彦   | IGAME 1st                      | 辻文子       |

| 放送開始日 | 番組ナビゲーター | レポーター   | 主な内容 |
| ---------- | ---------------- | ------------ | --- |
| 12月1日    | 赤木里恵         | ドラゴンマン | 未来環境防衛隊高松市総監から「未来環境防衛隊認定」を受けた高松市みよし保育園の環境への取り組みをレポート、環境省の環境紙芝居「地球温暖化がすすむと・・・」を紹介                     |
| 12月8日    | 赤木里恵         | ドラゴンマン | JA香川県の食育、地産地消教育への取り組みをレポート、環境省の環境紙芝居「MOTTAINAIが地球を救う」を紹介                                                                                |
| 12月15日   | 赤木里恵         | ドラゴンマン | リコー関西四国支社の環境への取り組みをレポート、どんぐり銀行「森の文化祭」、 環境省の環境紙芝居 「二酸化炭素(CO2)を吸収する森や草原」を紹介                                          |
| 12月22日   | 赤木里恵         | ドラゴンマン | ケーズデンキ高松本店の環境の取り組みをレポート、雨水を有効利用する方法とそのメリットを紹介                                                                                           |
| 12月29日   | 赤木里恵         | ドラゴンマン | 経済産業省四国経済産業局の再生可能エネルギー普及啓発への取り組みをレポート、エネルギー＆エコロジー博覧会「エネ博」の告知、 環境省の紙芝居「二酸化炭素(CO2)を出す私たちの生活」を紹介 |
| 1月5日     | 赤木里恵         | ドラゴンマン | 高松青年会議所の環境への取り組みをレポート、資源エネルギー庁「使おう！広げよう！グリーン電力」、環境省の環境紙芝居「いのちと暮らしを支える生物多様性」を紹介                         |
| 1月12日    | 赤木里恵         | ドラゴンマン | 四国明治乳業の環境への取り組みをレポート、 環境省の環境紙芝居「国立公園の自然を楽しもう」を紹介                                                                                      |
| 1月19日    | 赤木里恵         | ドラゴンマン | Nikko Townの環境への取り組みをレポート、未来環境防衛プロジェクト「雨水利用システム設置寄贈」、環境省の環境紙芝居「ゴミを捨てると・・・」を紹介                                       |
| 1月26日    | 赤木里恵         | ドラゴンマン | 香川県内企業（SHARP、損保ジャパン、四国電力、Asahi、百十四銀行）と高松市と香川県の協働の森づくり宣言「フォレストマッチング」をレポート、番組で過去に紹介した取り組みなどを一挙紹介   |

### 未来環境防衛隊通信（第2期）
ケーブルメディア四国（高松ケーブルテレビ）で制作・放送された、環境への意識啓発番組。
Nikko Townの協賛により、雨水利用システムの設置を希望する高松市内40カ所の保育所・幼稚園への設置を進めつつ、環境月間（6月）と地球温暖化防止月間（12月）に、月前半と後半に分けて放送。
15分番組で、2009年6月と12月に、1ヶ月間毎日1回放送。番組制作協力は、有限会社零夢。
|              | タイトル                 | 歌         | 収録アルバム                   | ナレーション |
| ------------ | ------------------------ | ---------- | ------------------------------ | ------------ |
| オープニング | ドラゴンマンといっしょに | 串田アキラ | 串田アキラBEST〜Feel So Nice〜 | 辻文子       |
| エンディング | SMILE                    | 井亀明彦   | IGAME 1st                      | 辻文子       |

| 放送期間           | 番組ナビゲーター | 出演         | 主な内容 |
| ------------------ | ---------------- | ------------ | --- |
| 6月1日〜15日       | 赤木里恵         | ドラゴンマン | どんぐり銀行の苗木の払い戻しによる植樹、エコキャップ運動、雨水利用システムの紹介                                           |
| 6月16日〜6月30日   | 赤木里恵         | ドラゴンマン | どんぐり銀行の苗木の払い戻しによる植樹、アルミ缶のリサイクル運動、雨水利用システムの紹介                                   |
| 12月1日〜12月15日  | 赤木里恵         | ドラゴンマン | グリーン電力、アルミ缶のリサイクル運動、エコキャップ運動、雨水利用システム、絵本「山に木を植えました」、どんぐり銀行の紹介 |
| 12月16日〜12月31日 | 赤木里恵         | ドラゴンマン | 深い山の森の土が作る栄養分が海を育てることを伝えるステージショー、広島県廿日市漁民の森づくり活動、鉄炭団子の紹介           |

### 未来環境防衛隊通信（第3期）
ケーブルメディア四国（高松ケーブルテレビ）で制作・放送された、環境への意識啓発番組。
Nikko Townの協賛により、雨水利用システムの設置を希望する高松市内40カ所の保育所・幼稚園への設置を進めつつ、制作上の都合により5月に制作したものと地球温暖化防止月間（12月）に制作したものを、それぞれ6月と翌年の1月に、月前半と後半に分けて放送。雨水利用システムの設置を希望する高松市内40カ所の保育所・幼稚園への設置を2010年12月に完了。
15分番組で、2010年6月と2011年1月に、1ヶ月間毎日1回放送。番組制作協力は、有限会社零夢。
|              | タイトル                 | 歌         | 収録アルバム                   | ナレーション |
| ------------ | ------------------------ | ---------- | ------------------------------ | ------------ |
| オープニング | ドラゴンマンといっしょに | 串田アキラ | 串田アキラBEST〜Feel So Nice〜 | 辻文子       |
| エンディング | SMILE                    | 井亀明彦   | IGAME 1st                      | 辻文子       |

| 放送期間         | 番組ナビゲーター | 出演         | 主な内容 |
| ---------------- | ---------------- | ------------ | --- |
| 6月1日〜15日     | 赤木里恵         | ドラゴンマン | 児童虐待防止運動「オレンジリボン運動」、雨水利用システム設置寄贈が20ヶ所になり未来環境防衛隊高松市総監より謝辞、エコキャップ運動、雨水利用システム、ゴミの分別についての紹介 |
| 6月16日〜6月30日 | 赤木里恵         | ドラゴンマン | グリーン電力証書、どんぐり銀行の苗木の払い戻しによる植樹報告、エコキャップ運動、使用済み使い捨てカイロで作る川や海のための「森の栄養分」のエマージェンシーサプリメントの紹介 |
| 1月1日〜1月15日  | 赤木里恵         | ドラゴンマン | グリーンエネルギーパートナーシップ特別賞受賞、エコキャップ運動、どんぐり銀行、グリーン電力、生ごみ処理機とその購入における高松市の助成金情報の紹介                           |
| 1月16日〜1月31日 | 赤木里恵         | ドラゴンマン | エコキャップ運動、どんぐり銀行、グリーン電力、バイオマス発電、びっくりドンキーの生ゴミ処理活動、えひめAI−1、微生物の絵本の紹介                                               |

### 高松ケーブルテレビの特別番組「もしも税がなかったら」
この番組取材がきっかけで、毎年11月11日から11月17日までの1週間が「税を考える週間」とされていることから、高松ケーブルテレビの特別番組企画として、子どもたち向け租税教養番組「もしも税がなかったら」（30分番組）を、高松法人会の協賛で制作。
ワルダクミンの地球乗っ取り計画作戦隊長であるネクラッシャーが、租税教室の講師である税理士さんに、税についてのあれこれを質問して、地球乗っ取り計画に活かそうと企てる。ネクラッシャーの質問にも丁寧に答える税理士さんの人柄と、地球外生物の悪者故に忌憚なく質問を重ねる怪人とのギャップコントラストで、税の役割や重要性を描き出す演出となっている。
もちろん、ドラゴンマンも登場している。
高松ケーブルテレビと、香川テレビ放送網、中讃ケーブルビジョン、三豊ケーブルテレビ、さぬき市ケーブルネットワークで2008年11月に放送された。

## 関連グッズ

### ポスター
運営会社制作のものは、太陽光発電啓発ポスター、子ども向け「太陽光発電のしくみ」パンフレット、雨水利用啓発ポスターなどを配布したことがあるが、いずれも全て無料配布用に製作された非売品。

### Tシャツ
企画もので番組プレゼント用に制作された女性用のTシャツがあったが、これも非売品である。
現在販売されているものはない。

### DVD
未来環境防衛隊通信の第1期分の総集編と第2期分（Vol.1〜4）、第3期分（Vol.5〜6）について、児童向けの養育施設などへの無料配布用のDVDを数量限定製作。
うち、Vol.4〜6については、DVDの製作およびパッケージプリントにグリーン電力証書を活用し、再生可能エネルギーを利用している。
番組制作およびDVD製作に利用したグリーン電力証書
- 松山市グリーン電力証書
- ネクストエナジー・アンド・リソース
- エネジーグリーン
- そらべあグリーン電力証書

### 掲載
- 週刊アスキー 2006年6月27日 「ネットで会えるヒーロー大集合！」
- ローカルヒーロー大図鑑 2006年2月14日
- 月刊Get Navi 2007年1月1日 特別付録「ザ★都道府県ワールド」
- SENTAI HERO SUPER VISUAL スーパー戦隊30シリーズ 記念写真集 2007年2月1日 「ローカル戦隊公認ガイド」
- 月刊ガルヴィ 2007August 2007年8月1日 「Pick up ecology 環境戦隊ショーは地球を救う」
- 週刊プレイボーイ 2007年12月17日 「日本ローカルヒーロー大全集 2007」
- KANSAI1週間 no.230 JANUARY15 2008年1月15日 「ご当地ゆるレンジャーキテます!!」
- 週刊ファミ通 2008年4月11日 「いまローカルヒーローがアツい!!」
- POPEYE 2011年6月号 「僕らのスーパーヒーロー列伝 『仮面ライダー』＆『スーパー戦隊』編」
- リビングたかまつ 2011年10月22日号 「われら香川のローカルヒーロー、見参」
- ワイヤーママ香川版 11月号 2015年10月14日発行 「香川のローカルヒーロー図鑑」